# 黃春酒
黃春酒（1928年5月5日—1980年9月），越南共和國政治人物，原越南共和國參議院副議長。

## 生平
1928年5月5日，黃春酒出生於法屬印度支那廣治省。
1944年加入大越國民黨參加反對法國殖民主義爭取越南獨立的鬥爭，1946年在廣治領導反共運動，1955年疏遠吳廷琰政府，並在廣治巴弄建立根據地反對吳廷琰的獨裁統治，1956年被判處六年苦役及監禁，1963年11月1日政變後獲釋，1969年8月在結束對法國、意大利、英國、比利時、美國、中華民國及日本的友好之旅前在東京舉行了一個成功的記者會，1964年任內務部公幹委員，1964-65年任廣治省省長，1966-67年任制憲議會代表，1967-73年任參議員，1974-75年任參議院副議長，也是最後一任。
1975年4月30日西貢淪陷後，黃春酒被越共當局送往再教育營接受政治改造，1980年9月死於河南寧省南河監獄。

## 個人生活
已婚，育有九名子女。